# Giorgi Mudscharidse
Giorgi Mudscharidse (georgisch გიორგი მუჯარიძე; englisch Giorgi Mujaridze; * 22. März 1998 in Gori) ist ein georgischer Leichtathlet, der sich auf das Kugelstoßen spezialisiert hat und aktuell Inhaber des Landesrekordes ist.

## Sportliche Laufbahn
Erste internationale Erfahrungen sammelte Giorgi Mudscharidse beim Europäischen Olympischen Jugendfestival 2013 in Utrecht, bei dem er mit einer Weite von 15,76 m mit der 5-kg-Kugel den neunten Platz belegte. Im Jahr darauf nahm er an den Olympischen Jugendspielen in Nanjing teil und gewann im B-Finale mit 17,90 m die Silbermedaille. 2015 erreichte er bei den Jugendweltmeisterschaften in Cali das Finale und belegte mit 18,90 m Rang zwölf. 2016 schied er bei den U20-Weltmeisterschaften in Bydgoszcz mit 17,18 m in der Qualifikation aus, wie auch bei den U20-Europameisterschaften 2017 in Grosseto mit 18,39 m. 2018 nahm er erstmals an den Europameisterschaften in Berlin teil, dort reichten 19,18 m aber nicht für einen Finaleinzug, wie auch bei den Halleneuropameisterschaften 2019 in Glasgow mit 19,46 m. Anschließend belegte er bei den U23-Europameisterschaften im schwedischen Gävle mit 19,33 m den fünften Platz, wie auch bei den Balkan-Meisterschaften in Prawez mit 19,30 m. 2021 schied er bei den Halleneuropameisterschaften in Toruń mit 19,22 m in der Vorrunde aus. Ende Juni belegte er bei den Balkan-Meisterschaften in Smederevo mit 19,55 m den sechsten Platz und nahm daraufhin an den Olympischen Spielen in Tokio teil, verpasste dort aber mit 19,76 m den Finaleinzug.
2022 siegte er bei den Balkan-Hallenmeisterschaften in Istanbul mit einem Stoß auf 20,22 m. Im Juni gewann er bei den Freiluftmeisterschaften in Craiova mit 19,76 m die Bronzemedaille hinter dem Rumänen Andrei Toader und Alperen Karahan aus der Türkei. Anschließend schied er bei den Europameisterschaften in München mit 19,43 m in der Qualifikationsrunde aus. Im Jahr darauf verpasste er bei den Halleneuropameisterschaften in Istanbul mit 19,05 m ebenfalls den Finaleinzug und wurde dann bei der 3. Liga der Team-Europameisterschaft im Rahmen der Europaspiele in Chorzów mit 18,94 m Vierter. Anschließend belegte er bei den Balkan-Meisterschaften in Kraljevo mit 18,21 m den sechsten Platz. 2024 gewann er bei den Balkan-Hallenmeisterschaften in Istanbul mit 19,19 m die Bronzemedaille hinter dem Bosnier Mesud Pezer und Odysseas Mouzenidis aus Griechenland. Ende Mai belegte er bei den Freiluft-Balkan-Meisterschaften in Izmir mit 19,70 m den vierten Platz und kurz darauf verpasste er bei den Europameisterschaften in Rom mit 18,99 m den Finaleinzug. Im Jahr darauf belegte er bei den Balkan-Hallenmeisterschaften in Belgrad mit 19,12 m den sechsten Platz, ehe er bei den Halleneuropameisterschaften in Apeldoorn mit 19,37 m in der Vorrunde ausschied. Ende Juni wurde er bei der 3. Liga der Team-Europameisterschaft in Maribor mit 19,80 m Erster, ehe er bei den Balkan-Meisterschaften in Volos mit 20,11 m die Bronzemedaille hinter dem Rumänen Andrei Toader und Armin Sinančević aus Serbien gewann.
In den Jahren 2019, 2022 und 2025 wurde Mudscharidse georgischer Meister im Kugelstoßen im Freien sowie von 2019 bis 2022 und 2025 auch in der Halle.